# Atletica leggera ai Giochi della XXXIII Olimpiade - 400 metri piani femminili
Ai Giochi della XXXIII Olimpiade la competizione dei  400 metri piani femminili si è svolta nei giorni dal 5 al 9 agosto 2024 presso lo Stade de France di Parigi.

## Presenze ed assenze delle campionesse in carica
| Competizione         | Atleta            | Prestazione | Parigi 2024 |
| -------------------- | ----------------- | ----------- | ----------- |
| Olimpiadi 2020       | Shaunae Miller    | 48”36       | Presente    |
| Africani 2022        | Miranda Coetzee   | 51”82       | Presente    |
| Commonwealth 2022    | Sada Williams     | 49”48       | Presente    |
| Asiatici 2022        | Kemi Adekoya      | 50”66       | Presente    |
| Panamericani 2023    | Martina Weil      | 51”48       | Presente    |
| Mondiali 2023        | Marileidy Paulino | 48”76       | Presente    |
| Europei 2024         | Natalia Kaczmarek | 48”98       | Presente    |
|                      |                   |             |             |
| Mondiali junior 2022 | Yemi Mary John    | 51”50       | Non qual.   |

## La gara
Allyson Felix, tre volte campionessa olimpica e medaglia di bronzo a Tokyo, si è ritirata. La due volte campionessa olimpica (2016 e 2021) Shaunae Miller, che aveva partorito nell'aprile 2023, è tornata alle gare per cercare di difendere il titolo. La medaglia d'argento olimpica e campionessa del mondo 2023 Marileidy Paulino (Rep. Dominicana) è una delle favorite per l'oro olimpico. Altri nomi degni di nota sono Natalia Kaczmarek, argento mondiale e campionessa europea in carica, Sada Williams (Barbados, bronzo ai campionati del mondo 2022 e 2023), Salwa Eid Naser (Bahrein, campionessa del mondo 2019) e Nickisha Pryce (Giamaica), che ha ottenuto il tempo più veloce della stagione con 48"57. 
Shaunae Miller non va oltre il primo turno. Accusa un infortunio durante la sua batteria e termina la gara camminando. Il ritiro è inevitabile. Vincono le rispettive batterie: Salwa Eid Naser, Nickisha Pryce, Amber Anning, Natalia Kaczmarek, Marileidy Paulino e Rhasidat Adeleke (Irlanda). Il miglior tempo è 49"42 della Paulino. Cinque atlete hanno corso in meno di 50".
Nella prima delle tre semifinali, Salwa Eid Naser batte con un ampio distacco Rhasidat Adeleke (49"08 contro 49"95). Nella semifinale successiva sono messe a confronto Marileidy Paulino e Nickisha Pryce. La Paulino vince in scioltezza con 49"21, mentre la Pryce ha una controprestazione e viene eliminata. Si qualifica la statunitense Alexis Holmes. La terza semifinale è una lotta serrata tra Williams, Anning e Kaczmarek. Vince quest'ultima per 2 centesimi sulla Anning (49"45 contro 49"47). Si qualifica anche la Williams per il miglior tempo.
In finale, Salwa Eid Naser è nella corsia esterna, la 8, mentre la Paulino è nella 6. Naser parte più veloce, con Alexis Holmes ed Amber Anning leggermente indietro. Sul rettilineo opposto a quello d'arrivo la Paulino riduce le distanze e prende il comando quando mancano 150 metri al traguardo. Sicura della vittoria, la domenicana non spinge più negli ultimi 5 metri. Riesce comunque a fare il suo record personale (48"17) ed a battere record olimpico di Marie-José Pérec (48"25), vecchio di 28 anni nonché il record continentale americano. Salwa Eid Naser taglia il traguardo in 48"53 assicurandosi l'argento. È lotta per il bronzo, con Kaczmarek che supera Adeleke negli ultimi 50 metri. Tutte le otto finaliste hanno corso sotto i 50 secondi: è stata la prima volta nella storia dell'atletica mondiale.
Nessuna atleta degli Stati Uniti sale sul podio: non succedeva dalle Olimpiadi del 2004.

Marileidy Paulino vince il suo primo oro olimpico, che è anche il primo oro olimpico della Repubblica Dominicana in tutti gli sport.

### Nuovi record
Durante la competizione sono stati stabiliti un nuovo record olimpico e tre nuovi record nazionali.
Record olimpico e Record continentale americano
- 48"17: Marileidy Paulino (Repubblica Dominicana), Finale.

Record nazionali
- 50"74 – Gabby Scott (Porto Rico), 1ª batteria;
- 50"52 – Gabby Scott (Porto Rico), Ripescaggi 2ª serie;
- 49"29 – Amber Anning (Gran Bretagna), Finale.

## Risultati
La competizione ha subito una modifica con l'introduzione di una fase di ripescaggio. Nel primo turno si disputano sei batterie, con le prime tre classificate di ogni batteria (Q) che accedono alle semifinali. Tutte le altre vanno al turno di ripescaggio (tranne coloro che non hanno finito la gara o sono state squalificate).

Il turno di ripescaggio si compone di quattro batterie. Accedono alle semifinali le vincitrici di ciascuna serie  (Q), più i due migliori tempi (q). 

Riassumendo: per fare 24 semifinaliste, 18 provengono dalle batterie e le altre 6 dai ripescaggi.

Nelle tre semifinali, le prime due classificate di ciascuna delle tre serie e i due tempi più veloci accedono alla finale.

### Batterie

#### Batteria 1
| Pos. | Corsia | Atleta                    | Nazione     | Tempo | Note |
| ---- | ------ | ------------------------- | ----------- | ----- | ---- |
| 1    | 3      | Salwa Eid Naser           | Bahrein     | 49"91 | Q    |
| 2    | 8      | Stacey-Ann Williams       | Giamaica    | 50"16 | Q,   |
| 3    | 4      | Andrea Miklós             | Romania     | 50"54 | Q,   |
| 4    | 2      | Gabby Scott               | Porto Rico  | 50"74 | Ri,  |
| 5    | 5      | Kendall Ellis             | Stati Uniti | 51"16 | Ri   |
| 6    | 6      | Sophie Becker             | Irlanda     | 51"84 | Ri   |
| 7    | 9      | Tereza Petržilková        | Rep. Ceca   | 51"92 | Ri   |
| 8    | 7      | Modesta Justė Morauskaitė | Lituania    | 52"00 | Ri   |

#### Batteria 2
| Pos. | Corsia | Atleta                 | Nazione       | Tempo | Note |
| ---- | ------ | ---------------------- | ------------- | ----- | ---- |
| 1    | 8      | Nickisha Pryce         | Giamaica      | 50"02 | Q    |
| 2    | 7      | Laviai Nielsen         | Gran Bretagna | 50"36 | Q    |
| 3    | 2      | Henriette Jæger        | Norvegia      | 50"39 | Q    |
| 4    | 4      | Justyna Święty-Ersetic | Polonia       | 50"95 | Ri   |
| 5    | 6      | Ellie Beer             | Australia     | 51"47 | Ri,  |
| 6    | 5      | Lina Licona            | Colombia      | 51"85 | Ri   |
| 7    | 3      | Zoe Sherar             | Canada        | 51"97 | Ri   |

#### Batteria 3
| Pos. | Corsia | Atleta           | Nazione       | Tempo | Note |
| ---- | ------ | ---------------- | ------------- | ----- | ---- |
| 1    | 8      | Amber Anning     | Gran Bretagna | 49"68 | Q    |
| 2    | 2      | Lieke Klaver     | Paesi Bassi   | 49"96 | Q    |
| 3    | 6      | Paola Morán      | Messico       | 51"04 | Q    |
| 4    | 9      | Martina Weil     | Cile          | 51"15 | Ri   |
| 5    | 7      | Alice Mangione   | Italia        | 51"60 | Ri   |
| 6    | 3      | Ella Onojuvwevwo | Nigeria       | 51"65 | Ri   |
| 7    | 4      | Tiffani Marinho  | Brasile       | 52"62 | Ri   |
| 8    | 5      | Cátia Azevedo    | Portogallo    | 52"73 | Ri   |

#### Batteria 4
| Pos. | Corsia | Atleta              | Nazione       | Tempo   | Note     |
| ---- | ------ | ------------------- | ------------- | ------- | -------- |
| 1    | 4      | Natalia Kaczmarek   | Polonia       | 49"98   | Q        |
| 2    | 9      | Roxana Gómez        | Cuba          | 50"38   | Q        |
| 3    | 5      | Sada Williams       | Barbados      | 50"45   | Q        |
| 4    | 6      | Victoria Ohuruogu   | Gran Bretagna | 50"93   | Ri       |
| 5    | 3      | Gunta Vaičule       | Lettonia      | 51"13   | Ri       |
| 6    | 2      | Helena Ponette      | Belgio        | 51"75   | Ri       |
| 7    | 7      | Shaunae Miller-Uibo | Bahamas       | 2'29"29 | Ri       |
|      | 8      | Esther Elo Joseph   | Nigeria       | Squal.  | TR17"2"3 |

#### Batteria 5
| Pos. | Corsia | Atleta               | Nazione         | Tempo | Note |
| ---- | ------ | -------------------- | --------------- | ----- | ---- |
| 1    | 5      | Marileidy Paulino    | Rep. Dominicana | 49"42 | Q    |
| 2    | 7      | Aaliyah Butler       | Stati Uniti     | 50"52 | Q    |
| 3    | 6      | Susanne Gogl-Walli   | Austria         | 50"67 | Q,   |
| 4    | 8      | Sharlene Mawdsley    | Irlanda         | 50"71 | Ri,  |
| 5    | 4      | Aliyah Abrams        | Guyana          | 51"55 | Ri   |
| 6    | 6      | Lurdes Gloria Manuel | Rep. Ceca       | 52"20 | Ri   |
| 7    | 2      | Kiran Pahal          | India           | 52"51 | Ri   |
| 8    | 3      | Cynthia Bolingo      | Belgio          | 52"77 | Ri   |

#### Batteria 6
| Pos. | Corsia | Atleta            | Nazione     | Tempo  | Note   |
| ---- | ------ | ----------------- | ----------- | ------ | ------ |
| 1    | 5      | Rhasidat Adeleke  | Irlanda     | 50"09  | Q      |
| 2    | 7      | Alexis Holmes     | Stati Uniti | 50"35  | Q      |
| 3    | 8      | Junelle Bromfield | Giamaica    | 51"36  | Q      |
| 4    | 2      | Miranda Coetzee   | Sudafrica   | 51"58  | Ri     |
| 5    | 6      | Lada Vondrová     | Rep. Ceca   | 51"80  | Ri     |
| 6    | 3      | Lauren Gale       | Canada      | 53"13  | Ri     |
| 7    | 4      | Evelis Aguilar    | Colombia    | 53"36  | Ri     |
|      | 9      | Nicole Caicedo    | Ecuador     | Squal. | TR16"8 |

### Ripescaggi
Accedono alla semifinali la vincitrice di ogni batteria (Q) e i due migliori tempi (q) per un totale di sei atlete.

#### Ripescaggio 1
| Pos. | Corsia | Atleta                 | Nazione   | Tempo | Note |
| ---- | ------ | ---------------------- | --------- | ----- | ---- |
| 1    | 5      | Ella Onojuvwevwo       | Nigeria   | 50"59 | Q    |
| 2    | 4      | Justyna Święty-Ersetic | Polonia   | 50"89 |      |
| 3    | 3      | Sharlene Mawdsley      | Irlanda   | 51"18 |      |
| 4    | 7      | Tereza Petržilková     | Rep. Ceca | 51"46 |      |
| 5    | 8      | Aliyah Abrams          | Guyana    | 51"84 |      |
| 6    | 6      | Kiran Pahal            | India     | 52"59 |      |

#### Ripescaggio 2
| Pos. | Corsia | Atleta                    | Nazione    | Tempo | Note                          |
| ---- | ------ | ------------------------- | ---------- | ----- | ----------------------------- |
| 1    | 4      | Gabby Scott               | Porto Rico | 50"52 | Q,                            |
| 2    | 8      | Miranda Coetzee           | Sudafrica  | 50"66 | q,                            |
| 3    | 5      | Lurdes Gloria Manuel      | Rep. Ceca  | 50"81 | q                             |
| 4    | 6      | Modesta Justė Morauskaitė | Lituania   | 51"33 | Miglior prestazione personale |
| 5    | 7      | Helena Ponette            | Belgio     | 51"46 | Miglior prestazione personale |
| 6    | 3      | Martina Weil              | Cile       | 51"79 |                               |
| 7    | 2      | Shaunae Miller-Uibo       | Bahamas    | 53"50 |                               |

#### Ripescaggio 3
| Pos. | Corsia | Atleta            | Nazione       | Tempo | Note                          |
| ---- | ------ | ----------------- | ------------- | ----- | ----------------------------- |
| 1    | 8      | Victoria Ohuruogu | Gran Bretagna | 50"59 | Q,                            |
| 2    | 2      | Gunta Vaičule     | Lettonia      | 50"93 |                               |
| 3    | 6      | Alice Mangione    | Italia        | 51"07 | Miglior prestazione personale |
| 4    | 4      | Ellie Beer        | Australia     | 51"65 |                               |
| 5    | 5      | Cátia Azevedo     | Portogallo    | 52"04 |                               |
| 6    | 3      | Lauren Gale       | Canada        | 52"68 |                               |
| 7    | 7      | Evelis Aguilar    | Colombia      | 52"86 |                               |

#### Ripescaggio 4
| Pos. | Corsia | Atleta          | Nazione     | Tempo | Note |
| ---- | ------ | --------------- | ----------- | ----- | ---- |
| 1    | 8      | Kendall Ellis   | Stati Uniti | 50"44 | Q    |
| 2    | 6      | Sophie Becker   | Irlanda     | 51"28 |      |
| 3    | 7      | Zoe Sherar      | Canada      | 51"43 |      |
| 4    | 4      | Lina Licona     | Colombia    | 51"90 |      |
| 5    | 5      | Lada Vondrová   | Rep. Ceca   | 52"15 |      |
| 6    | 2      | Tiffani Marinho | Brasile     | 52"32 |      |
|      | 3      | Cynthia Bolingo | Belgio      | NP    |      |

### Semifinali
Le prime due di ogni semifinale (Q) e i due migliori tempi (q) si qualificano per la finale.

#### Semifinale 1
| Pos. | Corsia | Atleta            | Nazione       | Tempo | Note |
| ---- | ------ | ----------------- | ------------- | ----- | ---- |
| 1    | 7      | Salwa Eid Naser   | Bahrein       | 49"08 | Q,   |
| 2    | 8      | Rhasidat Adeleke  | Irlanda       | 49"95 | Q    |
| 3    | 4      | Henriette Jæger   | Norvegia      | 50"17 | q    |
| 4    | 6      | Lieke Klaver      | Paesi Bassi   | 50"44 |      |
| 5    | 3      | Victoria Ohuruogu | Gran Bretagna | 51"14 |      |
| 6    | 5      | Aaliyah Butler    | Stati Uniti   | 51"18 |      |
| 7    | 2      | Gabby Scott       | Porto Rico    | 51"22 |      |
| 8    | 9      | Junelle Bromfield | Giamaica      | 51"93 |      |

#### Semifinale 2
| Pos. | Corsia | Atleta               | Nazione         | Tempo | Note |
| ---- | ------ | -------------------- | --------------- | ----- | ---- |
| 1    | 6      | Marileidy Paulino    | Rep. Dominicana | 49"21 | Q    |
| 2    | 5      | Alexis Holmes        | Stati Uniti     | 50"00 | Q    |
| 3    | 7      | Laviai Nielsen       | Gran Bretagna   | 50"69 |      |
| 4    | 8      | Nickisha Pryce       | Giamaica        | 50"77 |      |
| 5    | 9      | Andrea Miklós        | Romania         | 50"78 |      |
| 6    | 3      | Ella Onojuvwevwo     | Nigeria         | 51"05 |      |
| 7    | 4      | Susanne Gogl-Walli   | Austria         | 51"17 |      |
| 8    | 2      | Lurdes Gloria Manuel | Rep. Ceca       | 51"42 |      |

#### Semifinale 3
| Pos. | Corsia | Atleta              | Nazione       | Tempo | Note |
| ---- | ------ | ------------------- | ------------- | ----- | ---- |
| 1    | 7      | Natalia Kaczmarek   | Polonia       | 49"45 | Q    |
| 2    | 6      | Amber Anning        | Gran Bretagna | 49"47 | Q,   |
| 3    | 4      | Sada Williams       | Barbados      | 49"89 | q    |
| 4    | 2      | Kendall Ellis       | Stati Uniti   | 50"40 |      |
| 5    | 5      | Roxana Gómez        | Cuba          | 50"48 |      |
| 6    | 9      | Paola Morán         | Messico       | 50"73 |      |
| 7    | 8      | Stacey-Ann Williams | Giamaica      | 50"79 |      |
| 8    | 3      | Miranda Coetzee     | Sudafrica     | 51"60 |      |

### Finale

Video della Finale

| Pos.    | Corsia | Atleta            | Nazione         | Tempo | Note                                  |
| ------- | ------ | ----------------- | --------------- | ----- | ------------------------------------- |
| Oro     | 6      | Marileidy Paulino | Rep. Dominicana | 48"17 | Record olimpico · Record panamericano |
| Argento | 8      | Salwa Eid Naser   | Bahrein         | 48"53 |                                       |
| Bronzo  | 7      | Natalia Kaczmarek | Polonia         | 48"98 |                                       |
| 4       | 4      | Rhasidat Adeleke  | Irlanda         | 49"28 |                                       |
| 5       | 5      | Amber Anning      | Gran Bretagna   | 49"29 | Record nazionale                      |
| 6       | 9      | Alexis Holmes     | Stati Uniti     | 49"77 | Miglior prestazione personale         |
| 7       | 2      | Sada Williams     | Barbados        | 49"83 |                                       |
| 8       | 3      | Henriette Jæger   | Norvegia        | 49"96 |                                       |

## Fonti
(EN) Women's 400m - Final results, su Olympics, 9 agosto 2024. URL consultato l'11 agosto 2024.